# Materieschilderkunst
Onder materieschilderkunst verstaat men een kunststroming uit de informele schilderkunst die aan het einde van de jaren 1950 ontstond. De kunstenaar die deze stijl hanteert, noemt men een materieschilder.

## Toelichting

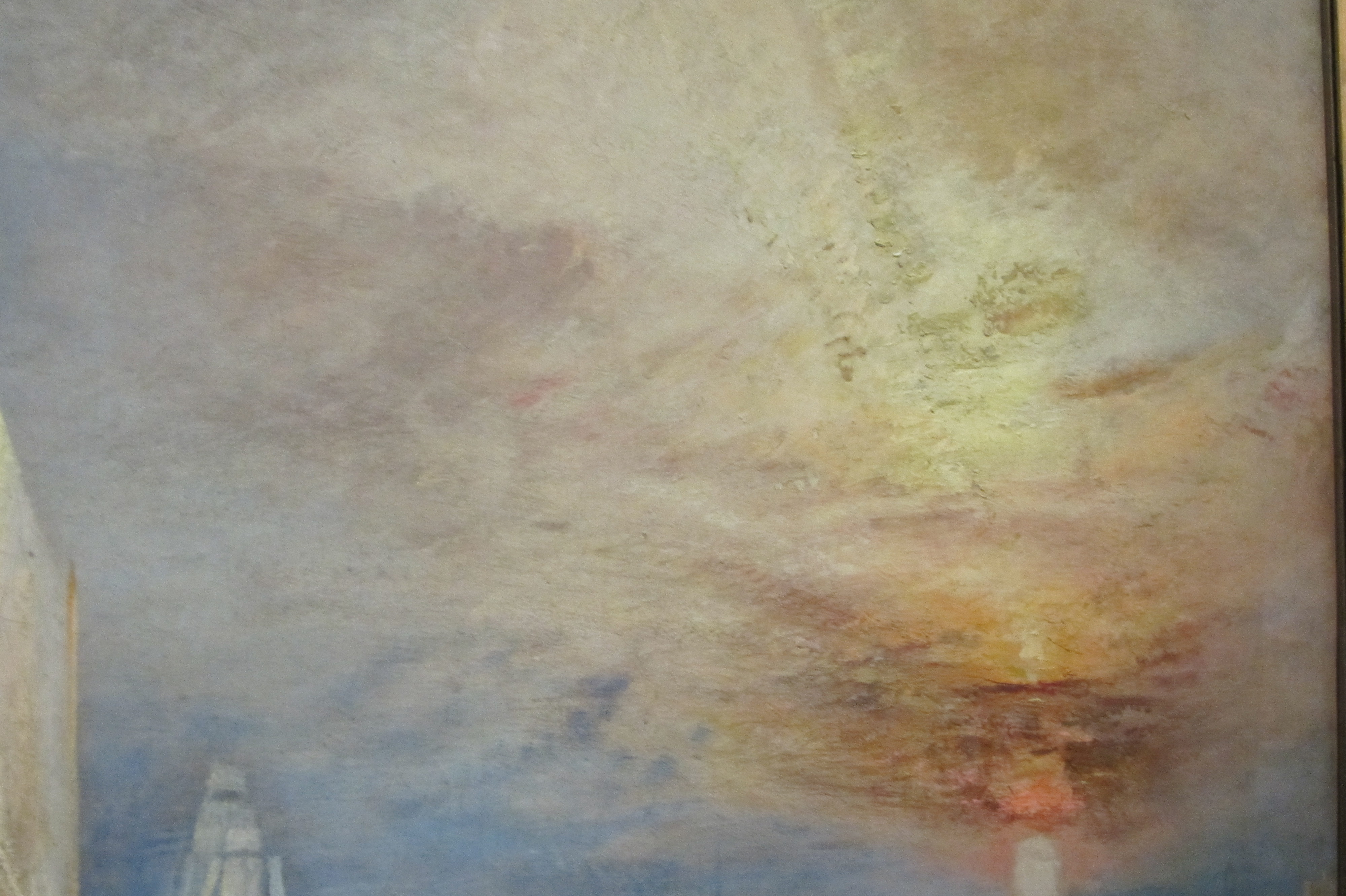
Detail van The fighting Temeraire van William Turner, National Gallery, Londen

Deze stroming ontwikkelde zich internationaal met als doel de kloof tussen het traditionele schilderij en de ruimtelijke sculptuur te overbruggen. Kenmerkend voor de materieschilderkunst is het reliëfachtige oppervlak en de complexe textuur van het doek ontstaan door het toevoegen van minder voor de hand liggende materialen aan de dikke verflagen zoals zand, gips, jute, stro e.d. Daarbij wordt het canvas als drager intact gelaten. De combinatie van verf met deze alternatieve elementen kan de uitdrukkingskracht verhogen, kan esthetische doelen nastreven of refereren aan primitieve kunst als rotsschilderingen.
  
Als belangrijke figuren voor deze schildersstijl gelden: Jean Dubuffet, Jean Fautrier, Alberto Burri, Antoni Tàpies, Bram Bogart, Jaap Wagemaker en E. Schumacher.
In de 19e eeuw paste William Turner deze techniek plaatselijk toe, on der andere op het doek The fighting Temeraire. Daarmee was hij een van de vele Romantische schilders die materieschilderkunst toepasten, in navolging van in de eerste plaats Rembrandts Het Joodse bruidje en Portret van Jan Six.